# Лерберг
Лерберг (њем. Lehrberg) град је у њемачкој савезној држави Баварска. Једно је од 58 општинских средишта округа Ансбах. Према процјени из 2010. у граду је живјело 3.138 становника. Посједује регионалну шифру (AGS) 9571171.

## Географски и демографски подаци
Лерберг се налази у савезној држави Баварска у округу Ансбах. Град се налази на надморској висини од 407 метара. Површина општине износи 50,9 km². У самом граду је, према процјени из 2010. године, живјело 3.138 становника. Просјечна густина становништва износи 62 становника/km².